# William Oughtred
William Oughtred (Eton, 5 marzo 1574 – Albury, 30 giugno 1660) è stato un matematico inglese.

## Biografia
Dopo John Napier che inventò i logaritmi ed Edmund Gunter che creò la scala logaritmica (linee o regoli) su cui sono basati i regoli scorrevoli, fu Oughtred che usò per primo, nel 1622, due di queste scale scorrevoli, una sull'altra, per realizzare moltiplicazioni e divisioni per cui a lui è accreditata l'invenzione del regolo calcolatore. Inoltre Oughtred introdusse il segno "×" (per, una croce di sant'Andrea) quale segno indicante la moltiplicazione ed anche le abbreviazioni "sin" e "cos" per indicare le funzioni seno e coseno.

## Opere

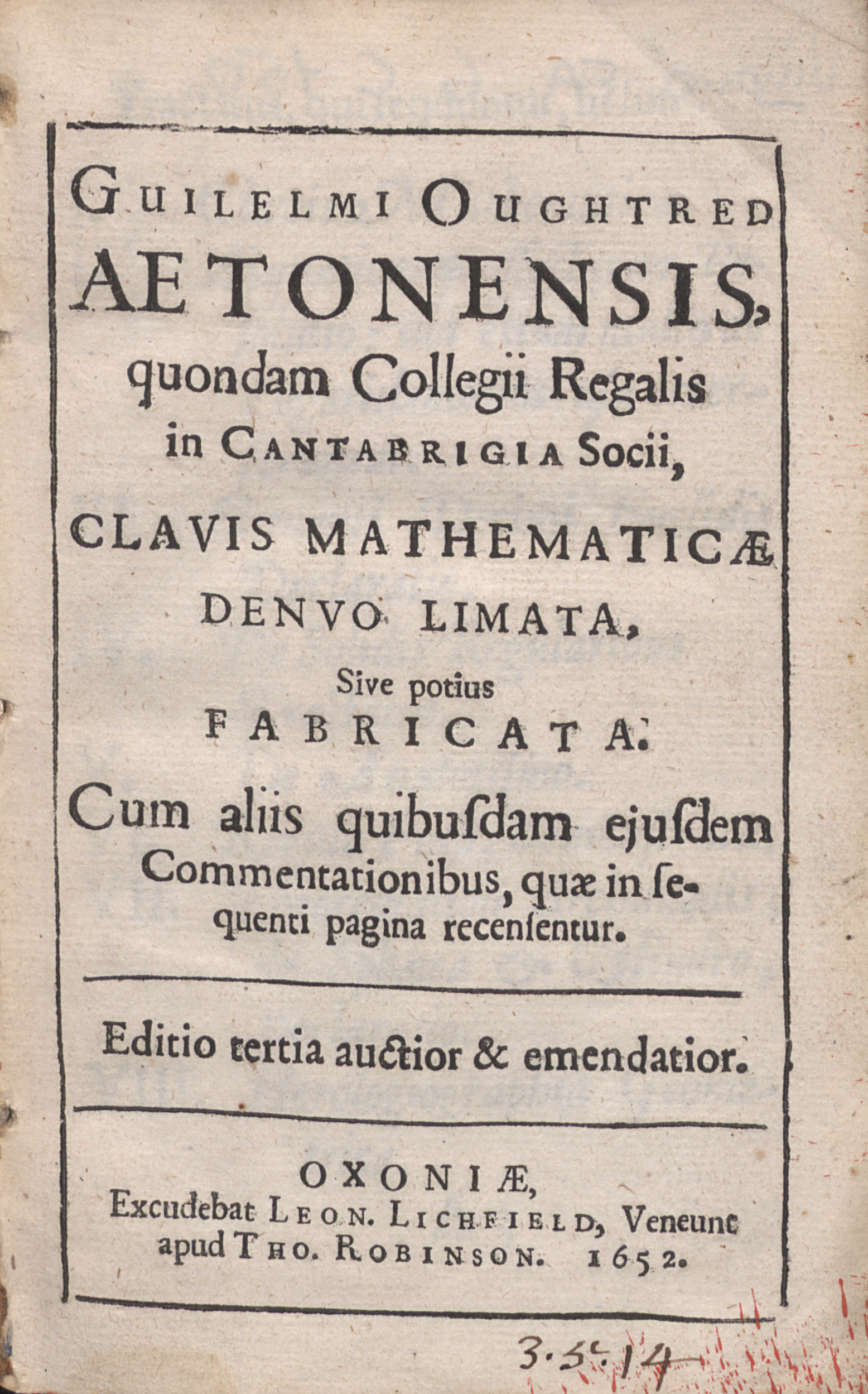
Clavis mathematicae, 1652

- (LA) William Oughtred, Clavis mathematicae[collegamento interrotto], Oxoniae, Leonard Lichfield, Thomas Robinson, 1652. URL consultato il 19 giugno 2015.